# Bayeux
Bayeux és un municipi francès al departament de Calvados (regió de Normandia). És una sotsperfectura del departament i en aquest municipi s'hi guarda el famós tapís de Bayeux, que explica la conquesta normanda d'Anglaterra.
Bayeux conserva parts romàniques, restes d'una basílica erigida als principis del segle xii, després que el rei Enric I d'Anglaterra, en assetjar la ciutat el 1107, incendià una altra església romànica més antiga. Les obres de reconstrucció s'emprengueren de nou, a principis del segle xiii, en estil gòtic, i en el segle XV s'aixecà la torre central en estil gòtic florit. El notable portal principal consta d'una gran porta d'estil gòtic del segle xiii, desfigurada en el segle xviii, flanquejat per dues portes laterals del mateix estil amb timpans esculpits, i en ambdós costats del portal s'alcen dues magnífiques torres romàniques del segle xii, amb fletxes gòtiques del segle xiii. La bella torre central, de 80 m d'alçària, sostinguda en l'interior del temple per quatre pilars, fou construïda en el segle xv, regnant Lluís XI, i hagué de ser consolidada el 1857 per l'enginyer Eugène Flachat. L'interior de l'església consta de tres naus, mesura 102 m de longitud, i presenta un magnífic aspecte, hi abunden les obres d'art, entre les quals destaquen pintures murals del segle xv; les reixes de ferro forjat i daurat envolten el cor; el magnífic altar major en marbre, d'estil Lluís XIV, amb ornaments, candelers i Crist cisellats en bronze per Philippe Caffieri (1771); les cadires del cor tallades són del Renaixement; notables làpides sepulcrals en mosaic, etc., es mereix citar-se especialment la sala Capitular, gòtica, dels segles xiii i XV, amb frescos del segle xiii, paviment de maons esmaltats, i la sala del Tresor, que conté obres de gran valor.
A prop de la catedral hi ha l'antic bisbat, en què es custodia el tapís de la reina Matilde; la biblioteca té uns 30.000 volums, i un petit museu arqueològic. Cal citar entre altres edificis i monuments d'aquesta ciutat:
- el palau de Justícia, instal·lat en una fàbrica pertanyent al primer bisbe de Bayeux; aquesta capella serveix de sala de Consell; cal mencionar, d'aquesta sala, que és octogonal i data del Renaixement (1516), el bell sostre amb pintures antigues; dues portes esculpides, una d'aquestes de 1575, i alguns quadres de Léman (1859) i lacCasa Consistorial, que ocupa un edifici del segle xviii, amb frontó triangular i en el jardí del qual s'alça l'estàtua de marbre a l'arqueòleg Arcisse de Caumont, per Leharivel-Durocher (1876); l'església de Sant Exuperi, objecte de freqüents romeries per les urnes que conté, amb relíquies dels primers bisbes de la ciutat, i de la qual, a més, cal mencionar un bell altar major Lluís XV;
- l'antic convent de la Caritat, del segle XVII;
- l'església de Sant Patrici, moderna, amb un elegant campanar d'estil renaixentista del temple que substituí, belles cadires de cor tallades i una notable obra de Marc Restout; l'estàtua del poeta Alain Chartier, per Tony Noël; la casa del Governador, la més notable de la ciutat, amb finestres ricament adornades i alta torre quadrada en el pati;

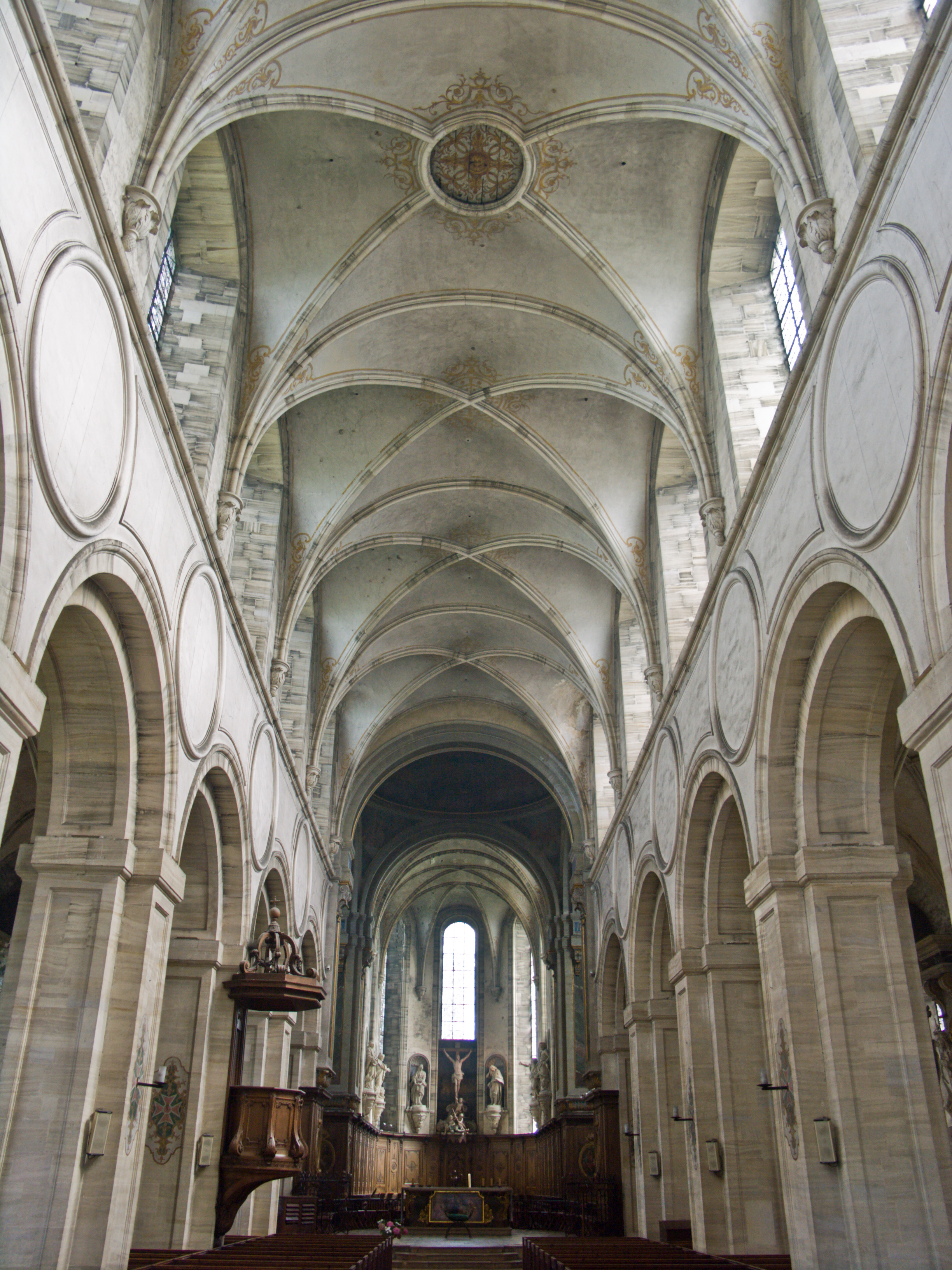
Nau central de l'abadia de Mondaye

- el Museu de Pintura, instal·lat en edificis dels segles xii i xv, ocupats antigament pel primer bisbat de Bayeux i que conté obres de Fromentin, Cabat, Foubert Mouchot, Horace Vernet, Drolling, Moteley, Jacques-Louis David, Octave Tassaert, François Gérard, Chaplin, Tony Robert-Fleury, le Duc, Croisy, Oudiné, le Monnier, Nicolás Alunno, Philippe Planchet, Delaunay, Pierre Mignard, Darupt, de Soria, Frans Pourbus el Vell, Robert Lefèvre, Auguste Leroux, Jean Broc, Cignani, Moreau, François Verdier, Pezau, Champaigne, le Carpentier, Jean Raoux, de Troy, Jankel Adler, etc., i una atribuïda a Diego Velázquez.

Als voltants de la ciutat, pot esmentar-se l'antiga abadia de Mondaye, de l'orde dels premonstratencs, fundada el 1212, de la qual especialment resta una bella església de 1720, amb pintures d'Eustaqui Restout, prior de l'abadia, i que ensems en fou l'arquitecte.